# Брезє (Светий Юрій-об-Щавниці)
Брезє (словен. Brezje) — поселення в общині Светий Юрій-об-Щавниці, Помурський регіон, Словенія. Висота над рівнем моря: 257,3 м.